# Salaam Bombay!
Salaam Bombay! (hindi: सलाम  बॉम्बे!) – nominowany do Oscara dramat indyjski z 1988 roku wyreżyserowany przez Mirę Nair, autorkę takich filmów jak Monsunowe wesele czy Imiennik.
Film jest debiutem dotychczasowej dokumentalistki i pokazuje losy dzieci żyjących na Bombajskich ulicach. Występuje w nim Nana Patekar. Małych bohaterów zagrały bezdomne dzieci Bombaju, dla których w 1989 Mira Nair utworzyła organizację "Salaam Baalak Trust". Większości z nich udało się pomóc. Organizacja istnieje do dziś zajmując się dziećmi ulicy w Bombaju, Delhi i Bhubaneswaru. Mimo tragizmu pokazanych historii film niesie też przesłanie nadziei.
Autorką scenariusza jest współpracująca z Mirą Nair przy innych filmach Sooni Taraporevala (Imiennik)

## Fabuła
11-letni Krishna (Shafiq Syed), niesłusznie oskarżony przez starszego brata o kradzież, podpala mu rower klienta. Rozgniewana matka oddaje go do pracy w cyrku. Nie wolno mu wrócić do domu, póki nie zarobi 500 rupii, które rodzina musi zwrócić za zniszczony rower. Gdy pewnego dnia, pod jego nieobecność, cyrk odjeżdża w nieznanym kierunku, Krishna boi się wrócić do domu. Wyjeżdża pociągiem do Bombaju, aby tam zarobić na dług. W mieście czuje się zagubiony. Sam wśród tłumów spieszących się ludzi. Wreszcie znajduje dla siebie miejsce w dzielnicy prostytutek i narkomanów. Oni też zastępują mu rodzinę. Jego przewodnikiem staje się starszy od niego Chillum (Raghubir Yadav), narkoman handlujący na zlecenie Baby (Nana Patekar) kokainą. Chłopiec pracując przy roznoszeniu herbaty, troszczy się o niego, wszystkim z podziwem powtarza jego słowa, opowiada mu o tęsknocie za domem, o pieniądzach oszczędzanych na powrót na wieś, pociesza go, gdy ten rozpacza. Zdobywa nawet dla niego pieniądze na narkotyki. Matkę zastępuje mu kobieta Baby, prostytutka Rekha. To ona wyciera mu zmoczoną deszczem głowę, zabawia tańcem, rozśmiesza zasmuconego. Krishna, zwany tu Chaipau, jest też ulubieńcem jej 7-letniej córeczki, Majnu. Dziewczynka dzwoni dla niego w tańcu bransoletkami, oddaje mu zarobione pieniądze, jest zazdrosna o uwagę, jaką Chipau poświęca "Sweet Sixteen", niewinnej bezbronnej dziewczynie, której dziewictwo sprzedano do domu publicznego. Chłopcu szkoda zapłakanej, przerażonej dziewczyny. Pociesza ją przynosząc jej herbatę, budzi jej czułość darowując kurczaczka. Każdy tu ma jakieś marzenie, jakąś tęsknotę. Majnu marzy o przyjaźni Chaipau. Jej matka o odmianie losu i oparciu w Babie. Chillum o tym, aby jego nieszczęsne życie w pogoni za narkotykami nareszcie się skończyło. Baba o wyrwaniu niewinnej "Sweet Sixteen" z bagna prostytucji, a Krishna o powrocie na wieś, do matki.

## Obsada
- Shafiq Syed – Krishna/Chaipau
- Hansa Vithal – Manju
- Chanda Sharma – Sola Saal
- Raghuvir Yadav – Chillum (jako Raghubir Yadav)
- Aneeta Kanwar – Rekha
- Nana Patekar – Baba
- Raju Barnad – Keera
- Chandrashekhar Naidu – Chungal
- Sarfuddin Quarrassi – Koyla
- Mohanraj Babu – Salim
- Irrfan Khan – uliczny pisarz listtów

## Nagrody
- Złota Kamera za najlepszy debiut reżyserski na 41. MFF w Cannes